# Моральный релятивизм
Мора́льный релятиви́зм, реже эти́ческий релятиви́зм (от лат. relativus — относительный), — принцип, согласно которому не существует абсолютных добра и зла, отрицание обязательных нравственных норм и объективного критерия нравственности. Моральный релятивизм является противоположностью морального абсолютизма.
По мнению В. Н. Поруса, моральный релятивизм легко перерождается в принцип «всё дозволено», обесценивая нравственность вместо предполагаемого выбора из нескольких альтернатив.
По мнению писателя Александра Круглова, одно и то же выражение «моральный релятивизм» употребляется в двух разных и даже противоположных значениях. Согласно одному из них, понятия добра и зла условны; согласно другому, моральные нормы условны относительно безусловных добра и зла. Обе позиции исходят из того, что в разное время и в разных местах понятия морали не просто различаются, но могут быть даже противоположными друг другу, при этом согласно одной, «всякая мораль относительна, потому что относительно само добро», а согласно другой — «всякая мораль относительна, потому что абсолютно лишь само добро». К морали же можно отнести правила всякого общежития, «коль скоро оно ещё не распалось или физически не погибло».